# 越谷保育専門学校
越谷保育専門学校（こしがやほいくせんもんがっこう）は、埼玉県越谷市東越谷3-10-2にある日本の私立専修学校である。学校法人ワタナベ学園が運営しており、附属幼稚園3園・併設園3園と専門学校（#附属校および関連校を参照）にしてはかなりの規模を有する。

## 沿革
- 1964年　埼玉県知事により、吉川幼稚園（現在の附属吉川幼稚園）の設置が認可される。
- 1969年　埼玉県知事の認可により、学校法人ワタナベ学園が創設される。同年4月越谷保育専門学校が設置される。
- 1973年　附属幼稚園、附属みさと団地幼稚園が設置認可される。

## 学科
- 幼稚園教諭保育士養成学科

### 過去にあった学科
- 保育士養成学科
- 幼稚園教諭養成学科二部：2005年度より生徒の募集を停止。

## 附属校および関連校
- 越谷保育専門学校附属幼稚園 
  - 名前の通り、越谷保育専門学校の附属幼稚園として1973年に設置された。
  - 英会話遊びを取り入れているところに特色がある。
- 越谷保育専門学校附属吉川幼稚園
  - 1964年と現在の附属幼稚園のなかでは最も古い。但し、専門学校が設置されたのは1969年であり、実質附属幼稚園になったのはその年であると考えられる。
- 越谷保育専門学校附属みさと団地幼稚園  
  - 1973年に設置。
- 霞ヶ関幼稚園
- 戸頭幼稚園
- 柏ひがし幼稚園

## 取得資格について
- 保育士資格と幼稚園教諭二種免許状が幼稚園教諭保育士養成学科にて取得できるようになっている。

## 不祥事
2003年7月13日、2000年、2001年度に必修科目の一部を受講しなかったり、受講時間が足らなかった学生合計188人に不正に履修単位を与えて卒業させ、幼稚園2種免許や保育士資格を取得させていたことが発覚した。
2005年11月18日、1991年度から2002年度にかけて、必要な科目が未修了の生徒に対する卒業を認め、幼稚園教諭免許や保育士資格を与えていた問題が発覚し、その数は1000人を超えていたことが判明した。